# Liochlaena subulata
Liochlaena subulata är en bladmossart som först beskrevs av Alexander William Evans, och fick sitt nu gällande namn av Roman Nicolaevich Schljakov. Liochlaena subulata ingår i släktet Liochlaena och familjen Delavayellaceae. Inga underarter finns listade i Catalogue of Life.